# Agrotis weissenbornii
Agrotis weissenbornii là một loài bướm đêm trong họ Noctuidae.